# 大野晃 (実業家)
大野 晃（おおの あきら、1936年1月10日 - ）は、日本の実業家。森永乳業名誉会長。元日本乳業協会会長、初代日本オリエンテーリング協会会長。

## 経歴・人物
北海道生まれ。1958年立教大学卒業、東京食品株式会社入社。1972年東和製機株式会社常務取締役。1973年東和製機株式会社代表取締役専務。1977年エムケーチーズ株式会社代表取締役専務。1979年森永乳業株式会社常務取締役。1981年森永乳業株式会社専務取締役。1982年森永乳業株式会社取締役副社長。1984年ゼリア新薬工業取締役。1985年森永乳業株式会社代表取締役社長。1990年には日本オリエンテーリング協会の会長に就任し、2001年5月まで務める。2002年日本乳業協会会長。2003年森永乳業株式会社代表取締役会長。2006年日本乳業協会会長。同年旭日中綬章受章。2008年大野市越前おおのブランド大使。2015年森永乳業株式会社名誉会長。森永ヒ素ミルク中毒事件直後に森永乳業社長に就任した大野勇 の次男。